# براين كونينغهام
براين كونينغهام (بالإنجليزية: Bryn Cunningham)‏ هو لاعب اتحاد الرغبي أيرلندي، ولد في 30 مارس 1978 في Bangor, County Down ‏ في المملكة المتحدة.

## وصلات خارجية
- براين كونينغهام عل موقع إسبنسكروم (الإنجليزية)
- براين كونينغهام على موقع ItsRugby.co.uk (الإنجليزية)